# Euresia pulchella
Euresia pulchella är en fjärilsart som beskrevs av William George Dietz 1910. Euresia pulchella ingår i släktet Euresia och familjen förnamalar. Inga underarter finns listade i Catalogue of Life.